# سيلان (مركب كيميائي)
السيلان  هو مركب غير عضوي صيغتة الكيميائية SiH4 ويوجد على شكل غاز عديم اللون. يعد المركب أبسط مركبات السيلانات، وهو مشابه بنيوي للميثان.

## التحضير
يمكن أن يحضر المركب بعدة طرق، منها تفاعل رباعي كلوريد السيليكون مع هيدريد الليثيوم:
{\displaystyle \mathrm {SiCl_{4}\ +\ 4\ LiH\longrightarrow \ SiH_{4}\ +\ 4\ LiCl} }
أو بتفاعل سيليسيد المغنيسيوم مع حمض الهيدروكلوريك.
{\displaystyle {\ce {Mg2Si + 4 HCl -> 2 MgCl2 + SiH4}}}

## الخواص
يوجد المركب في الشروط القياسية على شكل غاز عديم اللون، وهو حساس تجاه الأكسجين حيث يحترق تلقائياً بشكل ناشر للحرارة:
{\displaystyle \mathrm {SiH_{4}+2\,O_{2}\rightarrow SiO_{2}+2\,H_{2}O\ \quad \Delta H\ll 0} }
ويتفاعل مع الماء والرطوبة:
{\displaystyle \mathrm {SiH_{4}+4\,H_{2}O\ _{\overrightarrow {\mathrm {pH\ >\ 7} }}\ Si(OH)_{4}+4\,H_{2}} }
ويتفكك بالتسخين فوق الدرجة 300 °س بمعزل عن الهواء والرطوبة إلى مكوناته الأولية:
{\displaystyle \mathrm {SiH_{4}\rightarrow Si+2\,H_{2}\ } }

## الاستخدامات
يستخدم المركب من أجل الحصول على السيليكون مرتفع النقاوة، حيث أنتج منه حوالي 300 طن سنوياً أواخر تسعينيات القرن العشرين. تجرى محاولات لإعادة تدويره في مثل تلك التطبيقات.